# Месаліанство
Євхіти або Месаліани були християнською сектою з Месопотамії, яка поширилася в Малій Азії та Фракії. Назва «мессаліан» походить від сирійського ܡܨܠܝܢܐ, mṣallyānā, що означає «той, хто молиться». Грецький переклад εὐχίτης, euchitēs, означає те ж саме.

## Історія
Вперше їх згадують у 370-х роках Єфрем Сирин та Єпіфаній Саламінський та Єронім, а також архієпископ Аттик, Феодот Антіохійський та архієпископ Сісіній. Вперше вони були засуджені як єретичні на синоді 383 р. нашої ери (Сіде, Памфілія), ця acta була згадана в роботах Фотія. Їхнім лідером імовірно був чоловік на ім’я Петро, який визнав себе Христом. Перш ніж був забитий камінням за своє богохульство, він пообіцяв своїм послідовникам, що через три дні встане зі своєї могили у вигляді вовка, притягнувши титул Лікопетруса або Петра Вовка. Християни вірили, що з могили вийде не Петро, а переодягнений диявол.
Вони продовжували існувати кілька століть, впливаючи на богомилів Болгарії, яких у формулі відречення від 1027 року називають лікопетрійцями; і, таким чином, Боснійську церкву та катаризм. До 12 століття секта досягла Богемії та Німеччини і постановою Трірського собору (1231 р.) була засуджена як єретична.
Михайло Пселл, візантійський монах, звинуватив богоміл та євхітів у оргіастичних практиках, таких як кровозмішення та гомосексуальність. Крім того, він стверджував, що дітей, народжених від цих безладних дій, приносили на сатанинське зібрання через вісім днів, приносили сатані, а потім канібалістично з’їдали. Цей канібалістичний акт був нібито пародією на хрещення. Подібні звинувачення мають давню історію, і історики обговорюють, чи правдиві вони в якійсь мірі. Ще одним джерелом цих звинувачень є Євфимій Зігабен. Ідею цих нечестивих дій можна відстежити до нібито практик певних гностичних сект. Подібна літературна традиція щодо єресей, схоже, виникла вже під час правління правителя Селевкідів Антіоха IV Епіфана.
Однак сучасна наука ставить під сумнів, чи існував цілісний єретичний рух за цими засудженнями, і натомість підкреслює тертя в Східній Церкві, викликані «аскетичними практиками та образною мовою месаліанства, набагато більш характерними для сирійського християнства, ніж для імперської церкви з центром у Константинополі».

## Вчення
Вчення секти стверджує, що:
1. Суть (ousia) Трійці могла бути сприйнята плотськими відчуттями.
2. Троїстий Бог перетворив себе в єдину іпостась (субстанцію), щоб з’єднатися з душами досконалих.
3. Бог прийняв різні форми, щоб відкрити Себе почуттям.
4. Тільки такі розумні одкровення Бога дають християнину досконалість.
5. Тому стан досконалості, свободи від світу і пристрастей досягається виключно молитвою, а не через церкву, хрещення чи будь-які таїнства, які не мають впливу на пристрасті чи вплив зла на душу (звідси їх ім'я, що означає «Ті, що моляться»).

Месаліани вчили, що як тільки людина відчула сутність Бога, вона була звільнена від моральних зобов’язань або церковної дисципліни. У них були вчителі-чоловіки та жінки, «досконалі», яких шанували більше, ніж духовенство. Засудження секти святим Іоанном Дамаскином і Тимофієм, константинопольським священиком, висловило думку, що секта сповідує свого роду містичний матеріалізм. Їхні критики також звинувачували їх у кровозмішенні, канібалізмі та «розпусті» (у Вірменії їхня назва стала означати «брудний»), але вчені відкидають ці твердження.